# Clandestine (album)
Clandestine è il secondo album della band death metal Entombed, pubblicato nel 1991 dalla Earache Records.

## Tracce
1. Living Dead – 4:26 (testo: Alex Hellid – musica: Nicke Andersson)
2. Sinners Bleed – 5:11 (testo: Nicke Andersson – musica: Nicke Andersson, Uffe Cederlund)
3. Evilyn – 5:06 (testo: Nicke Andersson – musica: Nicke Andersson, Uffe Cederlund, Lars Rosenberg)
4. Blessed Be – 4:46 (testo: Alex Hellid – musica: Nicke Andersson, Uffe Cederlund, Lars Rosenberg)
5. Strangers Aeons – 3:26 (testo: Kenny Håkansson – musica: Nicke Andersson, Uffe Cederlund)
6. Chaos Breed – 4:53 (testo: Kenny Håkansson – musica: Nicke Andersson, Uffe Cederlund)
7. Crawl – 6:13 (Nicke Andersson)
8. Severe Burns – 4:01 (Nicke Andersson)
9. Through The Collonades – 5:39 (testo: Kenny Håkansson – musica: Nicke Andersson)

Durata totale: 43:41

## Formazione
- Nicke Andersson - voce e batteria[1]
- Uffe Cederlund - seconda voce e chitarra[1]
- Lars Rosenberg - basso[1]
- Alex Hellid - chitarra[1]

## Ringraziamenti
- Nicke Andersson - compositore e paroliere[1]
- Uffe Cederlund - compositore[1]
- Lars Rosenberg - compositore[1]
- Alex Hellid - paroliere[1]
- Tomas Skogsberg - produttore e ingegnere[1]
- Nicke Andersson - disegnatore del retro della copertina dell'album, direttore artistico, disegnatore del logo[1]
- Kenny Håkansson - paroliere delle canzoni: Stranger Aeons, Chaos Breed e Through the Collonades[1]
- Dan Seagrave - disegnatore della copertina dell'album[1]